# IC 2112
IC 2112 је спирална галаксија у сазвјежђу Орион која се налази на листи објеката дубоког неба у Индекс каталогу.
Деклинација објекта је + 4° 23' 11" а ректасцензија 5h 0m 30,0s. Привидна величина (магнитуда) објекта IC 2112 износи 14,2 а фотографска магнитуда 15,0. IC 2112 је још познат и под ознакама CGCG 420-27, PGC 16534.